# بوژانووو
بوژانووو (به بلغاری: Bozhanovo) یک منطقهٔ مسکونی در بلغارستان است که در شهرستان شابلا واقع شده‌است.